# Gotye
Wouter De Backer (Brugge, 21 mei 1980), beter bekend als Gotye (en als producer Wally De Backer), is een Belgisch-Australische singer-songwriter, drummer, gitarist en toetsenist.

## Biografie

### Beginjaren
De Backer is geboren in Brugge, België, maar verhuisde op tweejarige leeftijd naar Australië en beoefende aldaar reeds muziek in zijn tienerjaren, in de lokale rockband Downstares. Toen de band uiteenging, begon De Backer zich te concentreren op zijn soloproject, dat pas later de naam 'Gotye' zou krijgen. Naast Engels spreekt De Backer ook Nederlands.
Hij is eveneens een derde van de indie-popband The Basics uit Melbourne.
Zijn eerste single Learnalilgivinanlovin van de plaat Like Drawing Blood kwam uit in augustus 2006. In Nederland kwam de plaat in juni 2008 uit en werd destijds veel door de dj's Gerard Ekdom en Rob Stenders gedraaid op 3FM. De plaat bleef in augustus steken op de 2e positie in de Tipparade en bereikte zowel de Nederlandse Top 40 als de Mega Top 50 niet.

### Doorbraak
Op 5 augustus 2011 werd zijn single met Kimbra, Somebody That I Used to Know de 3FM Megahit. Op 17 september 2011 kwam de single op nummer 1 te staan in de Nederlandse Top 40. Een week later stond de plaat ook op de eerste plaats van de Mega Top 50 van 3FM. In België stond de plaat 12 weken op de nummer 1-positie van de Vlaamse Ultratop 50.
Gotye deelt sinds 2011 alle rechten en inkomsten voor zijn succesnummer Somebody That I Used to Know met de nabestaanden van Braziliaanse componist wijlen Luiz Bonfá. Gotye liet zich inspireren door zijn nummer Seville uit 1967.
Op 3 april 2012 brak Gotye het 47 jaar oude record van Trio Hellenique in de Nederlandse Top 40. Hun De dans van Zorba was sinds zijn notering in 1965-1966 de hit met het hoogste aantal punten, maar aan die hegemonie maakte Somebody That I Used to Know een einde.

### Privé
De Leuvense advocaat en televisiepersoonlijkheid Jaak Pijpen is een oom van Gotye.

## Prijzen
In 2011 won Gotye drie prijzen op de Australische ARIA Awards. Hij werd er verkozen tot beste mannelijke artiest van het jaar en Somebody That I Used to Know werd de single en beste poprelease van het jaar. Het nummer "Somebody That I Used to Know" won op de Music Industry Awards 2011 in Vlaanderen op 10 december zowel de prijs voor hit van het jaar als voor videoclip van het jaar.
In 2013 won hij drie Grammy Awards.

## De naam "Gotye"
Wouter, de voornaam van Gotye, vertaalt zich in het Frans als "Gauthier" of "Gautier". Deze naam weer in het Engels overgezet maakt "Gotye".

## Discografie

### Albums
| Album met eventuele hitnotering(en) in de Nederlandse Album Top 100 | Datum van verschijnen | Datum van binnenkomst | Hoogste positie | Aantal weken | Opmerkingen |
| ------------------------------------------------------------------- | --------------------- | --------------------- | --------------- | ------------ | ----------- |
| Boardface                                                           | 2003                  | -                     |                 |              |             |
| Like drawing blood                                                  | 30-05-2008            | -                     |                 |              |             |
| Making Mirrors                                                      | 2011                  | 27-08-2011            | 5               | 52           |             |

| Album met hitnotering(en) in de Vlaamse Ultratop 200 albums | Datum van verschijnen | Datum van binnenkomst | Hoogste positie | Aantal weken | Opmerkingen |
| ----------------------------------------------------------- | --------------------- | --------------------- | --------------- | ------------ | ----------- |
| Making Mirrors                                              | 2011                  | 27-08-2011            | 3               | 57           | Platina     |

### Singles
| Single met eventuele hitnotering(en) in de Nederlandse Top 40 | Datum van verschijnen | Datum van binnenkomst | Hoogste positie | Aantal weken | Opmerkingen                                                 |
| ------------------------------------------------------------- | --------------------- | --------------------- | --------------- | ------------ | ----------------------------------------------------------- |
| Learnalilgivinanlovin                                         | 2008                  | 26-07-2008            | tip2            | -            |                                                             |
| Somebody That I Used to Know                                  | 08-08-2011            | 13-08-2011            | 1(5wk)          | 38           | met Kimbra / Nr. 1 in de Mega Top 50 / 3x Platina / Megahit |
| Eyes Wide Open                                                | 21-11-2011            | 04-02-2012            | tip7            | -            |                                                             |

| Single met hitnotering(en) in de Vlaamse Ultratop 50 | Datum van verschijnen | Datum van binnenkomst | Hoogste positie | Aantal weken | Opmerkingen                                                                          |
| ---------------------------------------------------- | --------------------- | --------------------- | --------------- | ------------ | ------------------------------------------------------------------------------------ |
| Learnalilgivinanlovin                                | 2008                  | 31-05-2008            | tip10           | -            |                                                                                      |
| Hearts a Mess                                        | 02-06-2008            | 20-09-2008            | tip3            | -            |                                                                                      |
| Coming Back                                          | 13-04-2009            | 18-04-2009            | tip18           | -            |                                                                                      |
| Somebody That I Used to Know                         | 08-08-2011            | 20-08-2011            | 1(12wk)         | 61           | met Kimbra / Nr. 1 in de Radio 2 Top 30 / 3x Platina / Bestverkochte single van 2011 |
| Eyes Wide Open                                       | 21-11-2011            | 26-11-2011            | 33              | 4            | Nr. 4 in de Radio 2 Top 30                                                           |
| I Feel Better                                        | 07-05-2012            | 19-05-2012            | tip2            | -            | Nr. 6 in de Radio 2 Top 30                                                           |
| Save Me                                              | 03-09-2012            | 22-09-2012            | tip7            | -            |                                                                                      |

### NPO Radio 2 Top 2000
| Nummer met noteringen in de NPO Radio 2 Top 2000 | '11 | '12 | '13 | '14 | '15 | '16 | '17 | '18 | '19 | '20 | '21 | '22 | '23 | '24 |
| ------------------------------------------------ | --- | --- | --- | --- | --- | --- | --- | --- | --- | --- | --- | --- | --- | --- |
| Somebody That I Used to Know (met Kimbra)        | 424 | 25  | 63  | 119 | 189 | 271 | 468 | 454 | 428 | 550 | 498 | 591 | 660 | 520 |

1. ↑  Een vetgedrukt getal geeft de hoogste notering aan.
2. ↑  2011 was het eerste jaar met een notering voor dit nummer.